# 梅尔·吉布森 (篮球运动员)
梅尔文·L·吉布森（英語：Melvin L. Gibson，1940年12月30日—），美国NBA联盟前职业篮球运动员。他在1963年的NBA选秀中第2轮第16顺位被洛杉矶湖人选中。